# 汤姆·亨德森
托马斯·爱德华·亨德森（英語：Thomas Edward Henderson，1952年1月26日—），美国前男子职业篮球运动员，曾效力于NBA联盟。他在1974年的NBA选秀中第1轮第7顺位被亚特兰大鹰选中。